# Coenotephria rogata
Coenotephria rogata là một loài bướm đêm trong họ Geometridae.